# Kanchanpur
Kanchanpur (nepalski: कञ्चनरूप, trl. Kaṁcanpur, trb. Kańćanpur) – gaun wikas samiti we wschodniej części Nepalu w strefie Sagarmatha w dystrykcie Saptari. Według nepalskiego spisu powszechnego z 2001 roku liczył on 1068 gospodarstw domowych i 6007 mieszkańców (2853 kobiet i 3154 mężczyzn).